# Bothriogryllacris
Bothriogryllacris är ett släkte av insekter. Bothriogryllacris ingår i familjen Gryllacrididae.
Kladogram enligt Catalogue of Life:
| Bothriogryllacris | \| \| Bothriogryllacris brevicauda \| \| \| \| \| \| Bothriogryllacris pinguipes \| \| \| \| \| \| Bothriogryllacris turris \| \| \| \| |
|                   | \| \| Bothriogryllacris brevicauda \| \| \| \| \| \| Bothriogryllacris pinguipes \| \| \| \| \| \| Bothriogryllacris turris \| \| \| \| |
|                   | Bothriogryllacris brevicauda |
|                   | |
|                   | Bothriogryllacris pinguipes |
|                   | |
|                   | Bothriogryllacris turris |
|                   | |